# Tremella sarniensis
Tremella sarniensis är en svampart som beskrevs av P. Roberts 2001. Tremella sarniensis ingår i släktet Tremella och familjen Tremellaceae.   Inga underarter finns listade i Catalogue of Life.